# Palatodonta
Palatodonta („Gaumenzahn“) ist eine Gattung der Flossenechsen (Sauropterygia), deren Vertreter in der mittleren Trias die westliche Tethys bewohnten. Sie zeichneten sich durch zwei Reihen spitzer Zähne im Oberkiefer und einen kurzen, kleinschnäuzigen Schädel aus. Die Gattung Palatodonta und ihre einzige Art, Palatodonta bleekeri, wurden 2013 von James Neenan, Nicole Klein und Torsten Scheyer anhand eines fossilen Schädels aus dem Muschelkalk der Niederlande aufgestellt. Die Autoren ordneten Palatodonta als Schwestertaxon der Placodonten ein, mit denen es die Placodontiformes bildet. Beide Linien trennten sich in der frühen Trias und unterscheiden sich unter anderem in ihrer Bezahnung, die bei den Placodonten runder, flacher und massiger ausfällt.

## Merkmale
Das Fossilmaterial von Palatodonta stammt von einem Jungtier. Wie bei Placodonten zeigt es aber wahrscheinlich schon typische Merkmale ausgewachsener Individuen. Der Schädel war kurz und besaß eine abfallende, kleine Schnauze. Palatodonta besaß drei Reihen spitzer Zähne: Eine im Unterkiefer und jeweils eine auf dem Gaumenbein und dem Maxilla (inklusive Prämaxilla). Beide Zahnreihen griffen ineinander, wobei die Zähne der Prämaxilla stiftförmig, alle anderen eher spitz waren. Ähnlich wie beim ursprünglichen Placodonten Placodus grenzt die Maxilla nicht an die Augenhöhle und das Jochbein berührt das Schuppenbein.

## Fossilmaterial, Verbreitung und Stratigraphie
Das Fossilmaterial von Palatodonta umfasst einen weitgehend erhaltenen fossilen Schädel und einige Fragmente des Postcranialskeletts. Er wurde 2010 in einem niederländischen Kalksteinbruch nahe Winterswijk gefunden und stammt aus Gesteinsschichten, die zur Vossenveld-Formation gehören. Die Fundschicht wird auf den unteren Muschelkalk beziehungsweise das frühe Anisium (etwa 243 mya) datiert. Palatodonta lebte in einem westlichen Schelfmeer der Tethys, das von Pangäa eingefasst wurde.

## Systematik und Taxonomie
Der Holotyp (Inventarnummer TW480000470) von Palatodonta wurde 2013 von den Paläontologen James Neenan, Nicole Klein und Torsten Scheyer erstbeschrieben. Der Gattungsnamen (deutsch „Gaumenzahn“) lehnt sich an die einzelne Zahnreihe auf dem Gaumenbein an, die Palatodonta – anders als ursprünglichere Flossenechsen und als Placodonten – aufwies. Das Artepitheton bleekeri wählten die Autoren zu Ehren des Finders des Holotyps, Remco Bleeker. Eine Analyse der osteologischen Merkmale des Schädels von Palatodonta und anderer Diapsiden ergab, dass die Gattung an der Basis der Placodontia steht. Angesichts des Alters der frühesten Placodonten trennte sich Palatodonta wohl im Olenekium vom gemeinsamen Vorfahren der Placodonten. Die Gattung ist ursprünglichen Placodonten wie Placodus sehr ähnlich. So besitzen beide gegenüber primitiven Flossenechsen eine reduzierte Gaumenbezahnung und ineinandergreifende Zahnreihen. Während die massiven, abgeflachten Zähne der Placodonten aber zum Knacken von hartschaliger Nahrung dienten, fraß Palatodonta wohl eher weiche Nahrung, die sie aus dem Meeresgrund wühlte. Da Palatodonta also sowohl in der Morphologie als auch in der Lebensweise relativ deutlich von Placodonten abwich, stellten Neenan und Kollegen das Taxon Placodontiformes auf, das beide Entwicklungslinien vereint, statt die Gattung unter die Placodonten zu fassen.